# كأس شارل دراغو
كانت كأس تشارلز دراغو مسابقة كأس الإقصاء التي نظمها دوري كرة القدم المحترف، بين الأندية التي خرجت قبل الدور ربع النهائي لكأس فرنسا. تأسست البطولة في عام 1953 وتم إيقافها بعد بطولة عام 1965.